# Hessenmühle (Karbach)
Die Hessenmühle (vormals Evangelistenmühle) ist eine ehemalige Mühle und ein Gemeindeteil des Marktes Karbach im unterfränkischen Landkreis Main-Spessart in Bayern.

## Geschichte
1702 wurde die Mühle von Hans Jörg Brandstein und seiner Frau Barbara betrieben. Ihnen folgten seit 1719 Andreas Gerhart und seine Frau Gertrud, die nach dem Tod ihres Mannes im Jahre 1731 Jakob Dehn aus Hofstetten heiratete. Die Gemeinde Karbach war 1763 in der glücklichen Lage, keine Gemeindesteuer erheben zu müssen.
Die jährlichen Abgaben, die auf der Ludwigsmühle Haus Nr. 232 und Haus Nr. 233 ruhten, beliefen sich auf 17.24 M. Worauf dieselben zurückzuführen waren, ergab sich aus folgenden Aufzeichnungen. Die Besitzer der beiden unteren Talmühlen Haus Nr. 232 und Haus Nr. 233  entrichteten nachweisbar vom Jahre 1763 ab an die Gemeinde Karbach alljährlich ein Malter Korn. Dieses Reichnis ruhte nicht auf dem Mühlrecht, sondern auf dem Grund und Boden der beiden Anwesen. „Die Mühle under dem Karbacher Holtz im Zimmerner Thal“ wurde 1687 auf Grund und Boden der Gemeinde Karbach erbaut, indem das Gemeindeeigentum „unterm Haegholz“ bis hinunter an den Graben zog und die Gemeinde dem Mühlbauer Grund und Boden gegen die jährliche Abgabe von 1 Malter Korn überließ.
Besitzer der Mühle waren 1772 Jakob Dehn aus Hofstetten mit seiner Frau Gertrud verw. Gerhart. Zwischen 1779 und 1792 waren zwei wechselnde Besitzer mit Namen Amend und Funsch verzeichnet. Im Jahre 1792 kaufte Michael Ludwig aus Lohr am Main die Mühle und heiratete Anna Väthröder aus Haus Nr. 93 in Karbach. Deren Sohn Johann Evangelist Ludwig übernahm die Mühle 1820 gemeinsam mit Margareta Weidner aus Unterleinach, verkaufte die Mühle 1826 für 3700 fl.an seinen Schwager Andreas Tauberschmitt (d. h. Schmitt aus dem Taubertal) und seine Frau Maria Anna aus Hafenlohr (Baden). Johann Evangelist Ludwig baute sich 1827 nebenan in Südlage die tiefergelegene Mühle. Den Grund und Boden hatte er mit Mühlrecht von seinem Vater ererbt. Diese Mühle ging im Jahr 1864 auf den Sohn gleichen Namens, Johann Evangelist Ludwig (verheiratet mit Margareta Haas aus Steinfeld), über. Die Eheleute kauften 1879 das Anwesen Haus Nr. 232 dazu und es wurden dort zwei Mühlen eingerichtet. Zugleich fand eine Verteilung der oben genannten Last in der Weise statt, dass die Mühle
- Haus Nr. 232 = 3 Metzen 4 ½ Mäslein
- Haus Nr. 233 = 1 Metze 10 ½ Mäslein
- 4 Metzen 15 Mäslein oder ein Rothenfelser Kornmalter an die Gemeinde abgaben.

Die Veränderungen durch die politischen Verhältnisse, die im Jahre 1848 in Bayern eintraten, und die damit verbundenen technischen Fortschritte brachten es nach und nach mit sich, dass die Bachmühlen an Umsatz und damit an Wert wesentlich verloren. Diesen veränderten Verhältnissen wollten die vielfach an großen persönlichen Aufwand gewöhnten Müllersfamilien sich nicht anpassen. Man suchte Rettung und vermeinte solche dadurch zu finden, dass man die einfachen altdeutschen Mühleneinrichtungen mit ihrem Klapperwerk und Mühlsteinen herausriss und dafür kostspielig Kleinkunstmühlen mit Walzenstuhl und Schöpfwerk einsetzte.
1856 übernahm die Mühle der Sohn Matthäus Tauberschmitt (verh. mit Maria Anna Müller aus Marktheidenfeld) und 1873 mit Katharina Luger, welche als Witwe nach Zimmern heiratete.
Dieses Reichnis wurde von den Besitzvorfahren seit etwa 1860 nicht mehr in natura, sondern mit folgenden Summen jährlich beglichen
- Haus Nr. 232 = 11 M. 47 Pfg.
- Haus Nr. 233 = 5 M. 77 Pfg.

1879 wurde die Mühle vom Besitzer der Nachbarmühle Haus Nr. 233, Johann Evangelist Ludwig, angekauft – daher die Bezeichnung „Evangelistenmühle“, die bis 1910 allgemein üblich war.
Solange es in der Region (z. B. in Lohr und Wertheim) noch keine Kunstmühlen gab und die Bachmüller auf treue Bauern und Bäckereien als Kundschaft rechnen konnten, war die Kleinmüllerei ein einträgliches Geschäft. Auch besaßen etliche Mühlen im Karbachertal sogenannte „Bannrechte“ – d. h. gewisse lehenspflichtige Bauern wurden von ihren Lehensherren gezwungen, nur in einer bestimmten Mühle mahlen zu lassen.
1896 übernahm ihr Sohn Georg Ludwig (verh. mit Lidwina Schubert aus Karbach Haus Nr. 42) die Mühle. Die Nachbarn Ludwig und Tauberschmitt führten langwierige Prozesse miteinander wegen Grenzregistrierung und Wasserrecht und beide Mühlen waren für Diätenschinder am damaligen Herrschaftsgericht (später Landgericht Rothenfels), wozu die nicht besoldeten Rechtspraktikanten meistens gehörten, ein sehr beliebter Ausflugsort.
Die Müller stürzten im Jahre 1903 in ungeahnte Schulden. Die Evangelistenmühle Haus Nr. 232 u. 233 war im April 1903 mit 35000 M. belastet und wurde auf Betreiben der Hauptgläubiger (Creditverein Marktheidenfeld und Bayerische Hypotheken- und Wechselbank München) durch den Reg. Notar am 15. Juni 1903 öffentlich versteigert. Die beiden Anwesen Haus Nr. 232 und 233 gingen in Konkurs. Ein Konsortium mit Kaufmann Moses Tannenwald an der Spitze veräußerte beide Anwesen an Dr. Römheld, Oberarzt an der Irrenanstalt Heppenheim, welcher das Mühlwerk entfernen ließ und eine Sommerfrische für sich einrichtete.
1904 wurde der Mahlbetrieb eingestellt.
Die Mühle ging 1917 in den Besitz des Fabrikanten Gustav Böhm aus Offenbach am Main und seine Frau Ella geb. Heister aus Mainz über.